# Roskilde Museum
Roskilde Museum er et statsanerkendt kulturhistorisk lokalmuseum for Roskilde og omegn. Museet formidler Roskilde by og omegns historie gennem udstillinger med rige fund fra byens historie. 
Roskilde Museum er besøgssted under Museumskoncernen ROMU der udgøres af 10 museer i Roskilde, Lejre og Frederikssund Kommuner.
Museets leder er Morten Thomsen Højsgaard.

## Afdelinger
Roskilde Museum er en del af Museumsorganisationen ROMU, der udgøres af følgende museer:
- Håndværkermuseet – Børge Dahls samling
- Lejre Museum
- RAGNAROCK - Museet for pop, rock og ungdomskultur
- Lützhøfts Købmandsgård – Brdr. Lützhøfts Eftf. i Ringstedgade, herunder Slagterbutikken O. Lunds Eftf.
- Domkirkemuseet i Roskilde Domkirke
- Tadre Mølle – Kulturhistorisk museum og naturcenter i Hvalsø
- Frederikssund Museum, Færgegården – Museum for Frederikssund og omegn, også kaldet Færgegården

Indtil 2012 fandtes også Fjordcenter Jyllinge, der var museum og lokalhistorisk arkiv for Gundsø. Det blev lukket i 2012 på grund af besparelser.

## Eksterne Henvisninger
- Roskilde Museums hjemmeside
- Kort: Roskilde Museum, OpenStreetMap Arkiveret 2. februar 2014 hos  Wayback Machine

55°38′33.73″N 12°4′59.42″Ø / 55.6427028°N 12.0831722°Ø